# يو إف سي 288
يو إف سي 288: ستيرلينج ضد سيهودو (بالإنجليزية: UFC 288: Sterling vs. Cejudo)‏ هو حدث لفنون القتال المختلطة نظمته يو إف سي، أُقيم في 6 مايو 2023 في مركز الحصافة في نيوآرك، نيو جيرسي، الولايات المتحدة.

## الجوائز الإضافية
حصل المقاتلون التالية أسماؤهم على مكافآت قدرها 50 ألف دولار.
- قتال الليلة: موفسار إيفلوف ضد دييجو لوبيز
- أداء الليلة: يان شيانان ومات فريفولا